# Министерство иностранных дел РСФСР
Министе́рство иностра́нных дел РСФСР — орган государственного управления РСФСР в области внешней политики и международных отношений.
15 марта 1946 года в соответствии с Законом СССР «О преобразовании Совета Народных Комиссаров СССР в Совет Министров СССР и Советов Народных Комиссаров союзных и автономных республик — в Советы Министров союзных и автономных республик» Народный комиссариат иностранных дел РСФСР был преобразован в Министерство иностранных дел РСФСР (МИД РСФСР).
До распада СССР в декабре 1991 года министерство занималось почти исключительно вопросами выезда граждан за границу. МИД РСФСР до декабря 1991 года располагался по адресу проспект Мира, 49а.
В ноябре 1991 года, после формирования правительства РСФСР под непосредственным руководством Президента РСФСР Б. Ельцина, к МИД были присоединены Министерство внешних экономических связей и Государственный лицензионный комитет РСФСР. В составе МИД создан Комитет внешнеэкономических связей, который 22 февраля 1992 снова выделился в самостоятельное Министерство внешних экономических связей.
В декабре 1991 Министр внешних сношений СССР Э. Шеварднадзе одним из первых среди руководителей СССР признал Беловежское соглашение о прекращении существования СССР и о создании СНГ. Указом Президента РСФСР «О внешнеполитической службе РСФСР» от 18 декабря 1991 года «в связи с ратификацией Верховным Советом РСФСР Соглашения о создании СНГ от 8 декабря 1991 г.» в ведение и оперативное управление МИД РСФСР переданы Министерство внешних сношений СССР, «включая здания, сооружения, имущество и средства, подведомственные учебные заведения, учреждения и хозяйственные объекты, а также посольства, консульства и другие представительства за рубежом». МИДу РСФСР поручалось разработать Временное положение о российской дипломатической службе и создать службу Государственного Протокола. МИД РСФСР переехал в здание на Смоленской площади, а послы СССР за рубежом стали считаться послами России. К России перешло и место СССР в Организации объединенных наций и её Совете безопасности.
С 25 декабря 1991 года, на основании принятого Верховным Советом РСФСР закона о переименованием государства, Министерство иностранных дел РСФСР стало именоваться Министерством иностранных дел Российской Федерации.

### Министры
- должность вакантна c 15 марта 1946 по 16 апреля 1959[4][5]
  - с 15 марта 1946 по 18 апреля 1949 обязанности министра фактически исполнял заместитель министра Смирнов, Андрей Андреевич[6]
- Яковлев, Михаил Данилович (16 апреля 1959 — 5 августа 1960)
- Лапин, Сергей Георгиевич (5 сентября 1960 — 20 января 1962)
- Меньшиков, Михаил Алексеевич (1 февраля 1962 — 11 сентября 1968)
- Родионов, Алексей Алексеевич (11 сентября 1968 — 7 мая 1971)
- Титов, Фёдор Егорович (7 мая 1971 — 28 мая 1982)
- Виноградов, Владимир Михайлович (28 мая 1982 — 15 июня 1990; затем и. о. до 14 июля 1990)
- Козырев, Андрей Владимирович (c 11 октября 1990; с 25 декабря 1991 г. — министр иностранных дел Российской Федерации)